# Atterkarspitzen
Atterkarspitzen är en bergstopp i Österrike.   Den ligger i distriktet Imst och förbundslandet Tyrolen, i den västra delen av landet. Toppen på Atterkarspitzen är 3 244 meter över havet.
Den högsta punkten i närheten är Wilde Leck, 3 359 meter över havet, öster om Atterkarspitzen.
I omgivningarna runt Atterkarspitzen växer i huvudsak kala bergstoppar och isformationer.